# 尚穆王
尚穆（琉球語：／  ?；1739年5月3日—1794年2月19日）是琉球國第二尚氏王朝第十四代國王。1752年至1794年在位。他為琉球的法制建設作出了一定貢獻。
尚穆原名尚喜，是尚敬王的長子，童名思五郎金，名乘朝康。
1752年尚敬王逝世，由尚穆嗣位。次年，尚穆王命翁鴻業（佐久眞親方忠喜）、向嘉猷（禰霸親雲上朝意）在國殿之後創建寢廟御殿和世添御殿。1754年，因那霸港淤塞導致大船難以通行，為迎接中國冊封使，尚穆王命按司向聰（美里按司朝昌）決開川源，除去爛泥。1755年（乾隆二十年），清乾隆帝派遣翰林院侍讀全魁、編修周煌為正副冊封使至琉球，冊封尚穆為王。冊封使團因風不順險些遭難，在往程和返程都曾在久米島停泊。周煌安然歸國後，捐資在久米島建立天后宮，以報媽祖保佑之恩。
1771年，琉球下屬的八重山群島發生芮氏8級的大地震，引起超過80公尺的海嘯。這是琉球群島有史以來最大的海嘯。
尚穆王在位時，雖然琉球當時政治體制完備，但尚未擁有賞罰例律的定製，官場上出現了「事同刑異，輕重不均，難以剖決」的現象。因此在1775年，三司官馬國器（與那原親方良矩）、馬宣化（宮平親方良廷）、向邦鼎（湧川親方朝喬），以及攝政尚和（讀谷山王子朝恆），聯名向尚穆王提議編撰賞罰科律。尚穆王立即批准，命令向天廸（伊江親方朝慶）、馬克義（幸地親方良篤）為此事的奉行。1786年，琉球歷史上第一部法律《琉球科律》編撰完成。尚穆王下令頒行於全國。
1788年，世子尚哲病死，立尚哲次子尚溫為王世孫。
尚穆王統治的晚年，琉球開始出現資源匱乏、糧食歉收的狀況，財政逐漸困窘。1793年，因中頭和國頭的杣山連年焦枯，尚穆王遣法司向天廸率官僚前往巡視，將焦枯之樹木移除，並依種植之法加以栽培。次年尚穆王病逝，由尚溫嗣位。

## 家族
- 父 尚敬王
- 母 聞得大君加那志（童名恩龜樽金，號仁室。第九代聞得大君）
- 妃 佐敷按司加那志向氏（童名思眞鶴金，號淑徳。向氏高嶺按司朝意女）
- 夫人 真南風按司向氏（童名眞牛金，號仁厚。向氏名嘉山親雲上朝應女）
- 妻
  - 安谷屋阿護母志良禮（童名眞鍋樽，號蘭室。長氏知念仁也政善之女）
  - 宮里阿護母志良禮（童名眞鍋樽，號瑞雲。彦氏宮里筑登之親雲上元恭女）
  - 與儀阿護母志良禮（童名眞加戸樽，號清室。善氏與儀子憲英女）
- 子女
  - 長子：尚哲（母為王妃向氏）
  - 次子：尚圖（浦添王子朝央。母為王妃向氏。浦添御殿一世。尚穆王、尚溫王攝政）
  - 三子：尚周（義村王子朝宜。母為真南風按司向氏。義村御殿一世。尚溫王攝政）
  - 四子：尚容（宜野灣王子朝祥。母為真南風按司向氏。小祿御殿十世。尚灝王養父、攝政。琉球三十六歌仙中之一）
  - 五子：尚恪（美里王子朝規。母為安谷屋阿護母志良禮長氏。美里御殿一世）
  - 長女：聞得大君加那志（童名恩龜樽，號法雲，母為安谷屋阿護母志良禮長氏。向氏識名殿內十世識名親方朝睦向克相之妻。第十三代聞得大君）
  - 次女：小那霸翁主（童名思戸金，號玉浦，母為宮里阿護母志良禮善氏。楊氏平良殿內九世森山親雲上昌本之妻）
  - 三女：上間翁主（童名眞鶴金，號高閨，母為宮里阿護母志良禮善氏。具志川御殿十二世今歸仁王子朝英向鴻基之妻）

## 腳註
1. 1 2  根據《中山世譜·附卷三》的記載，尚穆並未被冊立為中城王子。不過在尚敬王逝世後，尚穆按照慣例，使用「中城王子」的稱謂向薩摩藩報喪。
2. ↑  《王代記[永久]》，第43頁
3. ↑  《蔡氏家譜·十一世溫[永久]》：「乾隆十八年癸酉八月朔日，値主上歲十五，將行元服之禮。（温）奉命為御烏帽子親。」
4. ↑  《通航一覽·卷之十五 （页面存档备份，存于）》：寶曆二年冬十二月二日，中山王尚喜使今歸仁等来聘。